# Marba (peuple)
Pour les articles homonymes, voir Marba.
 (novembre 2015).
Si vous disposez d'ouvrages ou d'articles de référence ou si vous connaissez des sites web de qualité traitant du thème abordé ici, merci de compléter l'article en donnant les références utiles à sa vérifiabilité et en les liant à la section « Notes et références ».
Les Marba, qui s'appellent eux-mêmes Marbana ou Azumeina, sont des populations de la Tandjilé et du Mayo-Kebbi et du Chari Baguirmi au Tchad. Ils représentent 3.7% de la population tchadienne. 
Sous le règne d'Azina, alors roi des Marba, beaucoup durent fuir pour se réfugier dans le Mayo Kebbi et le Chari-Baguirmi. Les Marba Gogor, après leur démêlé avec le chef Azina Kolong, ont traversé le Logone et les Mussey les ont suivis.
Après la mort d'Azina, la chefferie se divisa en deux cantons: le Canton Kolong et le Canton Marba à Baktchoro.
Les Marba, qui font partie du groupe générique appelé Banana (mon ami), occupent majoritairement Kélo, Baktchoro, Ngourneida, Guizedé, Guelendeng, Mailao, Tchendjou, Walia et sont une des grandes communautés de N'Djamena, la capitale.
Ils parlent le marba, une langue tchadique, apparentée au moussey, léo et au massa. Ces langues font partie du grand groupe Banana.

## Activités
- Riziculture